# Інцидент з Boeing 747 біля Сан-Франциско
Інцидент з Boeing 747 біля Сан-Франциско — авіаподія 19 лютого 1985 року. У Boeing 747SP-09 авіакомпанії China Airlines під час виконання регулярного рейсу CI 6 (позивний Dynasty 006) за маршрутом Тайбей — Лос-Анджелес несподівано відключився двигун № 4. Після відключення автопілота літак раптово перейшов в крен, а потім у піке. Літак втратив більше 9000 метрів висоти, перш ніж командир екіпажу зумів вивести його з піке, під час чого екіпаж і пасажири відчули багаторазове перевантаження, а у літака було пошкоджено хвостове опірення. Літак запросив екстрену посадку і успішно приземлився в аеропорту Сан-Франциско. Усі 274 людини, що перебували на борту літака, вижили, двоє отримали поранення.

## Літак
Boeing 747SP-09 (реєстраційний номер N4522V, заводський 22805, серійний 564) був випущений в 1982 році і свій перший політ зробив 10 червня того ж року. Він належав американській авіакомпанії Wilmington Trust Company  і був зданий у лізинг авіакомпанії China Airlines. Його вага в цьому рейсі становила 440 000 фунтів (199,58 тонн), що при тязі на трьох двигунах відповідає крейсерській висоті 37000 футів (11,3 км) і швидкості звалювання 155 вузлів (287 км/год). Літак оснащений чотирма турбореактивними двигунами моделі Pratt & Whitney JT9D-7A.
З'ясувалося, що раніше двигун № 4 вже двічі відмовляв. Так, 15 лютого була відмова на ешелоні 410, а потім двигун успішно перезапустили на ешелоні 300. Після цього випадку його перевірили візуально, висушили паливний фільтр, контролер оглянув лопаті компресора і зробив у журналі запис про справність двигуна. Однак 18 лютого на ешелоні 430 цей двигун знову відмовив, і його знову запустили на ешелоні 280. Але вже цього разу при техобслуговуванні, перед самим рейсом 006, випускний клапан паливного насоса був замінений.
На день події літак налітав 10 192 години.

## Екіпаж
Екіпаж у кабіні складався з 5 чоловік: основний екіпаж (КВС, другий пілот, бортінженер) і додатковий (КВС і бортінженер). Безпосередньо на момент інциденту літаком керував основний екіпаж, склад якого був таким:
- Командир повітряного судна (КПС) — 55-річний Хе Міньюань (Min-Yuan Ho)[1]. На посаді командира Boeing 747 — з травня 1980 року. Налітав 15 494 години, 3748 з них на Boeing 747.
- Другий пілот — 53-річний Чан Цзюйюй (Ju-Yu Chang). На посаді другого пілота Boeing 747 — з серпня 1981 року. Налітав 7734 години, 4553 з них на Boeing 747.
- Бортінженер — 55-річний Вей Копін (Kuo-Pin Wei). На посаді бортінженера Boeing 747 — з серпня 1979 року. Налітав 15 510 годин, 4363 з них на Boeing 747.

До роботи в China Airlines КВС і другий пілот служили у військово-повітряних силах КР, але ніхто з них не літав на винищувачах і вони не мали досвіду вищого пілотажу. Додатковий екіпаж складався з 53-річного командира Ляо Ченюань (Chien-Yuan Liao, до початку інциденту вже відпочивав) і 41-річного бортінженера Су Шин Лунг Почая (Po-Chae Su Shih Lung).

## Хронологія подій
Рейс China Airlines-006 вилетів з аеропорту Тайвань-Таоюань о 16:22 за часом Тайбея (00:22 за тихоокеанським часом (PST)) і попрямував на схід. Літак зайняв магістральний ешелон FL410 (41 000 футів, або 12 600 м) над шаром хмар, верхня межа яких розташовувалася на висоті 37 000 футів (11,2 км). Екіпаж включив автопілот у режимі інерційної навігації (INS), що прокладає курс між точками.

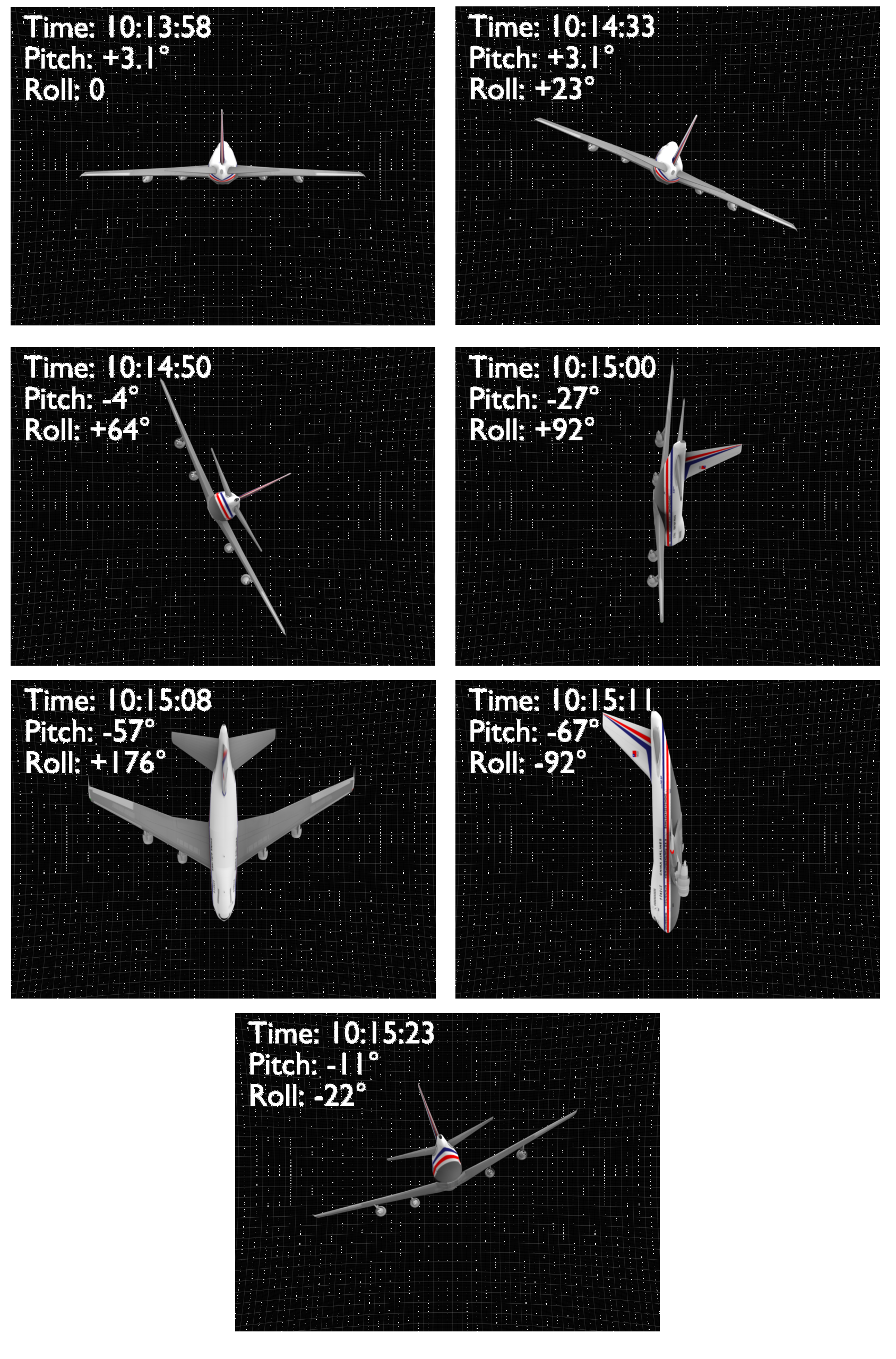
Послідовна схема положень літака до висоти 30132 футів. Після її проходження бортові самописці через високі перевантаження відключилися

Близько 10:00 PST в районі шляхової точки REDOO авіалайнер потрапив в зону турбулентності. Командир увімкнув у салоні табло «Застебніть ремені» (Fasten seatbelt). О 10:10 PST швидкість літака збільшилася до 0,88 М, і автопілот різко зменшив тягу двигунів. Як тільки швидкість впала до 0,84 М, автопілот збільшив тягу. Двигуни № 1, 2 і 3 вийшли на крейсерські оберти, однак двигун № 4 (крайній правий) на команду не відреагував і зупинився. Бортінженер доповів командирові, що в двигуні № 4 стався зрив полум'я, і вказав на панелі, що генератор № 4 також перестав працювати. При цьому паливний насос продовжував працювати нормально. Командир дав вказівку другому пілотові зв'язатися з диспетчером і запросити зниження у зв'язку з падінням загальної тяги двигунів, а бортінженерові — спробувати запустити непрацюючий двигун, хоча максимальна висота запуску двигунів — 30 тисяч футів (9 км), тоді як рейс 006 летів на висоті 41 000 футів (12,5 км).
Бортінженер дістав керівництво з польоту на трьох двигунах, а також із запуску двигунів і приступив до процедури запуску. Для цього він, згідно з процедурами, виданими компанією, увімкнув тумблери запалювання двигунів у положення «Запуск» (Flight start), а тоді перевів ключ запалювання двигуна № 2 в положення запуску, тим самим активувавши одну з двох систем запалювання і застосувавши неперервне запалювання для двигуна № 4. Дві з трьох систем кондиціонування були переведені в режим «Половина потоку» (Half flow). У запуску двигуна йому допомагав і додатковий бортінженер, якого про це попросив другий пілот. Однак перша спроба виявилася невдалою, і швидкість літака продовжувала знижуватися.
О 10:14:10 другий пілот зв'язався з диспетчерським центром в Окленді (Каліфорнія) і запросив зниження, не повідомивши про відмову двигуна і не ставши оголошувати надзвичайний стан. У відповідь, за його власним визнанням, він почув лише «Зачекайте» (англ. stand by), а більше центр нічого не доповів. Однак при прослуховуванні записів переговорів пілотів із центром УВС можна було почути, що о 10:15:01 центр УВС в Окленді повідомив про розчищену траєкторію для заняття рейсом 006 ешелону FL240 (24 000 футів або 7,3 км), однак у відповідь підтвердження не прозвучало. Також з 10:15:13 до 10:16:28 Окленд зробив шість безуспішних спроб зв'язатися з рейсом 006.
Технічною особливістю всіх модифікацій Boeing 747 за винятком новітньої Boeing 747-8 є відсутність автоматичного управління в каналі напряму: автопілот не може самостійно відхиляти кермо напряму. Тому система не могла самостійно відреагувати на збільшення опору зупиненого двигуна. Через падіння швидкості літак почав кренитися вправо, на що автопілот відреагував відхиленням елеронів (єдиного доступного автопілоту каналу керування напрямком) до максимально можливих 23° для створення лівого крену.
До моменту відключення автопілота правий крен становив уже більше 60°. Літак у цей час уже влетів у хмари, тому пілоти не могли за зовнішніми орієнтирам визначити своє положення в просторі. У зв'язку з цим командир зосередив свій погляд на авіагоризонт і побачив, що лінія штучного горизонту стала приймати вертикальне положення і швидко зайшла за лівий край екрана. Жодних сигналів про збій або помилку на своєму авіагоризонт командир не побачив і порівняв його свідчення з авіагоризонт з боку другого пілота і з резервним, а й на них спостерігалася така ж картина.
Бортінженер доповів командирові про те, що інші три двигуни зупинилися, і літак почав швидко падати.
Командир потягнув штурвал на себе і помітив, що швидкість впала приблизно до 80Ч100 вузлів. Але варто було опустити ніс, як швидкість знову перевищила максимальну. При цьому, згідно словами членів екіпажу, в кабіні не звучало жодних сигналів про перевищення максимальної швидкості. Пілоти спільними зусиллями почали тягнути штурвал на себе, щоб сповільнити швидкість і підтримувати її на допустимому рівні.
Літак перейшов у глибоке піке. За деякими даними, під час зниження він втрачав висоту зі швидкістю 150 м/с і досягав перевантажень в 5g. На висоті 9500 футів (бл. 3000 м) пілоти змогли вирівняти літак. Двигуни № 1, 2 і 3 знову запрацювали, але двигун № 4 не запустився. Бортінженер провів стандартну процедуру запуску і зумів запустити 4-й двигун.
Спочатку пілоти планували продовжити політ у Лос-Анджелес. Однак після спроби набору висоти бортінженер виявив, що індикатор положення шасі вказує на те, що шасі випущено і не прибирається, а в гідравлічній системі № 1 відсутній тиск масла. Командир вирішив піднятися лише до ешелону 270 (максимальна висота польоту з випущеним шасі — 29 000 футів, що відповідає ешелону 290) і попрямувати до Сан-Франциско.
О 10:38:39 пілоти рейсу 006 повторно оголосили про надзвичайну ситуацію, заявивши, що на літаку є тяжкопоранені. О 10:38:54 центр в Окленді дав рейсу 006 прямий захід на посадку в Сан-Франциско. Пілоти активували автопілот, який працював цілком задовільно і був відключений на висоті 2500 футів. Авіалайнер приземлився на ЗПС № 28L в міжнародному аеропорту Сан-Франциско. Унаслідок непрацюючої гідравлічної системи літак не міг ефективно здійснювати рулювання, тому командир зупинив літак на ЗПС, після чого літак відбуксирували на перон.
Рейс 006 а/к China Airlines сполученням Тайбей — Лос-Анджелес існує і понині, але виконується вже літаками Boeing 777-300ER .

## Пошкодження літака

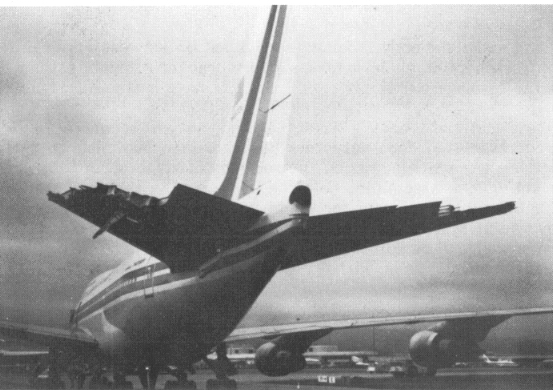
Пошкоджене хвостове оперення рейсу 006

Літак отримав серйозні аеродинамічні ушкодження. Його крила загнуло вгору на два-три дюйми (5—8 см) біля закінцівок, що, утім, було в межах міцностних відхилень, а ліві елерони були зламані в кількох місцях. Стулки основного шасі відірвало, у самих стійок відірвало стопорні скоби, через що шасі виявилися у випущеному положенні, і був пошкоджений їх гідропривід.
Але ще серйозніші пошкодження були у хвостовій частині, де навіть зірвало з кріплень допоміжну силову установку, яка просто каталася по підлозі, при цьому пошкодивши обшивку фюзеляжу в хвостовій частині. У правого горизонтального стабілізатора був відірваний шматок завдовжки 5 футів (півтора метра), включаючи 3/4 керма висоти, а у лівого горизонтального стабілізатора відірвало шматок в 10—11 футів (три метри), включаючи все кермо висоти і розірвавши також лінії гідравлічної системи № 1. Задній гермошпангоут при цьому залишився цілим. Також не були пошкоджені і турбореактивні двигуни.
З 251 пасажира і 23 членів екіпажу ніхто не загинув. Серйозні травми отримав один член екіпажу (сильно пошкоджена спина) та один пасажир (перелом правої ноги та рвані рани). Ще 22 людини отримали легкі травми.

## Розслідування

### Дані з параметричних реєстраторів
О 10:10:06 (тут і далі час по PST) літак летів на висоті 41 006 футів із приладовою швидкістю 258 вузлів. Співвідношення тисків (EPR) у всіх чотирьох двигунах при цьому становило 1,4. Далі через турбулентність швидкість літака в період 10:10:08 — 10:10:36 зросла до 264 вузлів, одночасно з цим EPR всіх двигунів автопілотом був знижений до 0,9, тобто була зменшена тяга двигунів. У результаті о 10:11:05 швидкість впала до 255 вузлів.
О 10:11:10 швидкість польоту впала до 251 вузлів, тому автопілот знову почав збільшувати тягу двигунів, і в 10:11:30 на двигунах № 1, 2 і 3 EPR зріс до 1,5, а в двигуні № 4 — з 0,9 до приблизно 1,02, після чого залишався на цьому рівні до 10:12:06, а потім до 10:12:41 EPR трохи зріс до 1,05. У проміжку часу від 10:11:10 до 10:12:38 швидкість літака трохи коливалася в діапазоні 248—253 вузлів, поки не стабілізувалася на рівні 250 вузлів (463 км/год). Через несиметрію тяги двигунів у літака з'явився невеликий крен на ліве крило, який спершу склав 2°, а до 10:12:30 стабілізувався на рівні 7°.
О 10:12:40 через спроби бортінженерів запустити двигун № 4, його EPR знизився і з 10:12:45 по 10:13:05 перебувало на рівні 0,69—0,83, після чого до 10:13:10 знову зросло до 1,01. Оскільки EPR інших трьох двигунів продовжував залишатися на рівні 1,5, то цих 30 секунд вистачило, щоб швидкість літака знизилася з 251 до 243 вузлів, при цьому B747 летів на висоті 40 900 футів. Це призвело до того, що автопілот почав підіймати ніс літака, що підвищило аеродинамічний опір. Далі, аж до 10:15:06, EPR двигунів № 1, 2 і 3 продовжував залишатися близько 1,5, а двигуна № 4 — 1,1. Приладова швидкість при цьому продовжувала знижуватися зі швидкістю 0,25 вузла в секунду. Намагаючись зберегти напрямок польоту, автопілот почав збільшувати лівий крен. В 10:13:43 крен досяг максимально можливого значення — 22,9°. Але в міру подальшого падіння швидкості, літак усе ж почав повільно завалюватися вправо і в 10:13:58 прийняв рівне положення, після чого продовжив збільшувати правий крен.
О 10:14:33 швидкість впала до 225 вузлів. Попри спроби автопілота зберегти лівий крен в 22°, літак уже перейшов на правий крен під кутом 23°. Тангаж у 3,1° зменшився до 1,8°, після чого, затримавшись на цьому рівні 5—6 секунд, знову повернувся до первісного. Швидкість короткочасно підвищилася на 1 вузол, але потім знову стала зменшуватися. Також літак почав опускатися зі швидкістю близько 1200 футів на хвилину (366 м/хв), при цьому продовжуючи кренитися вправо. О 10:14:50 літак опустився вже до 40 442 футів, коли швидкість знизилася до 221 вузлів, після чого літак опустив ніс вниз під кутом 4° (командир вимкнув автопілот і направив ніс вниз для збільшення швидкості), а правий крен швидко дійшов до 64°. Одночасно елерони перестали кренити літак вліво.
З 10:14:50 по 10:15:23 літак швидко опустився на 10 310 футів до висоти 30 132 футів (9,18 км). Під час цього проміжку, ніс знизився під кутом 68°, а потім короткочасно піднявся до 11°. Літак перекинувся на спину, після чого, продовжуючи обертатися вправо, розвернувся навколо своєї осі в цілому на 360°, опустив ніс і почав швидко опускатися. Через це в 10:15:04 — 10:15:08 EPR двигунів № 1, 2 і 3 впав з 1,4 до 1,1 (через це бортінженер подумав, що двигуни відключилися). О 10:15:23, коли літак на швидкості 296 вузлів проходив висоту 30 132 футів, перевантаження досягло значення 5,1G, після чого датчики самописців на деякий час відключилися.
Короткочасно датчики почали працювати в період 10:16:08 — 10:16:14, коли при проходженні висоти 19 083 футів (5816 м) була зафіксована швидкість 54 вузла, що, ймовірно, пов'язано з порушеннями роботи датчиків через заміряне перевантаження в 5,1G. Нормальна робота бортових самописців відновилася о 10:17:15 на висоті 9577 футів (2919 м) і при швидкості 221 вузол. EPR двигунів № 1, 2 і 3 в цей момент були рівні відповідно 1,23, 1,27 і 1,23 і продовжували зростати, а EPR двигуна № 4 — 0,9. О 10:17:43 швидкість літака стабілізувалася на рівні 250 вузлів. О 10:17:53 EPR двигуна № 4 почав зростати, а до 10:18:12 EPR всіх чотирьох двигунів стабілізувався на рівні 1,3.

### Результати розслідувань
Національна рада з безпеки на транспорті (NTSB) у своєму звіті встановила, що найімовірнішою причиною події стала неуважність командира екіпажу до показань приладів, оскільки він відволікся на усунення виниклої в польоті несправності двигуна № 4. У результаті сталася втрата керування літаком. Також додатковою причиною, що призвела до події, стала зайва впевненість командира екіпажу в правильності роботи автопілота після виникнення несправності двигуна № 4.
Жодних рекомендацій за результатами розслідування висунуто не було.

## Культурні аспекти
- Інцидент показали в 4-му сезоні канадського документального телесеріалу «Розслідування авіакатастроф» в епізоді «Паніка над Тихим океаном».
- У тележурналі відеокоміксів «Каламбур» виходила рубрика під назвою «Круте піке», де екіпаж літака «Бройлер-747» перебував в аналогічній ситуації протягом багатьох серій. Хоча крах він терпів над Атлантикою, екіпажу все ж таки вдалося посадити літак в Лос-Анджелесі.